# Quararibea velutina
Espèce
Statut de conservation UICN

 VU D2 : Vulnérable
Quararibea velutina est une espèce de plantes de la famille des Malvaceae.

## Publication originale
- Phytologia 4: 475. 1954.